# 豊饒 (大分市)
豊饒（ぶにょう）は、大分県大分市の地名。現行行政地名は豊饒一丁目から豊饒三丁目。住居表示実施済区域。

## 地理
大分市の中心部に位置し、北東に羽屋、東に花園、南に畑中、西に田中町、北に二又町と接している。

## 歴史

### 沿革
- 2020年（令和2年）1月11日 - 住居表示を実施に伴い、大字畑中、大字羽屋、大字豊饒の各一部（通称は豊饒、畑中（一部））から、豊饒一丁目から豊饒三丁目を新設[5]。

### 町名の変遷
| 実施後     | 実施年月日               | 実施前（各町名ともその一部）                                        |
| ---------- | ------------------------ | ------------------------------------------------------------------- |
| 豊饒一丁目 | 2020年（令和2年）1月11日 | 公称:大字豊饒（一部） 通称:豊饒                                     |
| 豊饒二丁目 | 2020年（令和2年）1月11日 | 公称:大字畑中、大字羽屋、大字豊饒（各一部） 通称:豊饒、畑中（一部） |
| 豊饒三丁目 | 2020年（令和2年）1月11日 | 公称:大字畑中、大字豊饒（各一部） 通称:豊饒                         |

## 世帯数と人口
2022年（令和4年）3月31日現在（大分市発表）の世帯数と人口は以下の通りである。
| 丁目             | 世帯数  | 人口    |
| ---------------- | ------- | ------- |
| 豊饒一丁目       | 13世帯  | 27人    |
| 豊饒二丁目       | 390世帯 | 860人   |
| 豊饒三丁目・豊饒 | 405世帯 | 851人   |
| 計               | 808世帯 | 1,738人 |

### 人口の変遷
国勢調査による人口の推移。
| 2020年（令和2年） | 1,703人 | [ 6 ] |  |

### 世帯数の変遷
国勢調査による世帯数の推移。
| 2020年（令和2年） | 777世帯 | [ 6 ] |  |

## 学区
市立小・中学校に通う場合、学区は以下の通りとなる（2022年4月時点）。
| 丁目       | 番・番地等 | 小学校               | 中学校               |
| ---------- | ---------- | -------------------- | -------------------- |
| 豊饒一丁目 | 全域       | 大分市立南大分小学校 | 大分市立南大分中学校 |
| 豊饒二丁目 | 全域       | 大分市立南大分小学校 | 大分市立南大分中学校 |
| 豊饒三丁目 | 全域       | 大分市立南大分小学校 | 大分市立南大分中学校 |

## 交通
- 国道210号

## 施設
- 大分県立病院
- 南大分スポーツパーク（南大分体育館）[8]

## その他

### 日本郵便
- 郵便番号 : 870-0855[2]（集配局 : 大分中央郵便局[9]）。